# American Sexy Girls
 (janvier 2013).
Pour plus de détails, voir Fiche technique et Distribution.
American Sexy Girls (100 Women) est une comédie américaine de 2002, écrite et produite par Michael Davis. Cela raconte l'histoire d'un jeune homme appelé Sam et de sa lutte pour comprendre pourquoi la fille de ses rêves est soudainement déprimée alors qu'elle était si gaie pour lui remonter le moral. Le film était d'abord connu sous le nom de Girl Fever avant d'être renommé 100 Women.

## Synopsis
Le film commence, dans un théâtre, avec un homme entouré de femmes en colère. Il raconte son histoire et il va la raconter durant tout le film.
Sam est étudiant en art et il se considère comme « accidentellement drôle ». Il a vécu la pire journée de sa vie : il s'est fait plaqué par sa copine, il a raté son école d'art et son prof préféré lui a dit qu'il n'avait rien à faire en art. Enfin son porte-documents s'est ouvert et tous ses dessins sont éparpillés dans la rue. À ce moment, une fille arrive avec un dessin (un visage souriant) et lui dit qu'il a «perdu son sourire». Son nom est Hope et elle décide de lui faire retrouver le sourire. Elle y arrive et ils s'embrassent sous la pluie. Hope écrit son numéro dans le creux de la main de Sam et puis elle monte dans la voiture d'un de ses amis. Malheureusement pour Sam, le numéro est effacé par la pluie.
Effondré, il est déterminé à la chercher. Il prend un emploi de livreur dans le café de son oncle, comme ça il pourra parcourir toutes les rues de la ville. Mais ce travail est infructueux au premier abord. Puis, finalement, il doit livrer un repas à l'appartement de Hope, dans une résidence pour femmes. Elle ouvre la porte en larmes : ce n'est pas du tout la Hope que Sam a rencontrée. Elle refuse de parler de sa douleur et se dépêche de refermer la porte. Maintenant, Sam se donne une nouvelle mission : découvrir comment Hope a «perdu son sourire» et le lui faire retrouver.
Tout en essayant de lui remonter le moral, il rencontre d'autres personnes dans le bâtiment : Tanya - un jeune journaliste consacrée à elle-même et sa carrière ; Gretchen - son ex-petite amie obsédée par les piercings, M. Willens - le dégoûtant, sale et lubrique concierge de l'immeuble ; et enfin Annie - une ex-accro du chocolat qui a perdu beaucoup de poids et qui accepte de l'aider dans sa recherche. En cours de route, il prend conseil auprès de son cousin Holden, un accro au sexe en surpoids, qui a du arrêté ses études à cause de son obsession pour la pornographie. Il aime regarder des magazines hard comme Stump mensuel (amputées), Older & Bolder (femmes âgées), et Moist and Midget (femmes de petite taille dans les piscines).
Alors qu'il fait ses recherches, il est harcelé par une mystérieuse fille qui veut lui faire abandonner ses recherches. Elle laisse tomber un vase près de lui et lui colle son pénis avec celui de Holden dans un piège à doigts chinois géant. Elle laisse une empreinte sur du plâtre humide qui montre une cicatrice sur sa fesse gauche. Il se lance alors à la recherche de la fille avec cette cicatrice. Lors d'une de ses investigations dans la chambre d'Hope, il trouve une pochette déchirée et une note triste sur Rick Blaine dans le journal d'Hope. Mais ses recherches ne le mène nulle part.
Au fil de l'histoire, il commence à tomber amoureux d'Annie. Quand Hope reçoit un avis d'expulsion, elle ne veut pas parler à Sam et donc il s'assit devant sa porte et dessine. Annie arrive et ils parlent pendant un certain temps. Il la fait rire en lui dessinant sur différentes parties du corps. Ils s'embrassent et commencent une relation. Cependant, elle se termine rapidement car il refuse d'arrêter d'aider Hope, voyant par là le devoir d'un ami.
Sam se dirige ensuite vers la chambre de Hope pour une dernière fois. Elle le remercie pour son aide et l'embrasse. Il retrouve ensuite la cicatrice sur sa fesse - elle était la femme Mystérieuse avec l'aide et l'encouragement d'Annie. Elle lui raconte ses problèmes. La nuit de leur première rencontre, son ami Jesse l'a raccompagnée en voiture. Ils se connaissent depuis l'école primaire et étaient les meilleurs amis. Mais ensuite, Jesse a voulu l'embrasser et a forcé quand elle refusait. Il a dit que l'amitié entre fille et garçon ne peut exister, les gars ne veulent que des copines. Elle s'échappe par le toit ouvrant, se faisant la cicatrice sur une pièce métallique pointue. Sam retrouve Hope lors d'une livraison. Annie la console et dit qu'elle va l'aider à savoir si Sam est un véritable ami. Le récit se termine ici.
Plus tard, cependant, Hope remarque que Sam a de nouveau «perdu son sourire». Il se sent mal par rapport au stratagème de Hope et Annie et parce qu'il a blessé Annie. Annie ne veut plus lui parler et s'est retournée vers le chocolat, la nourriture du réconfort. Hope se rend compte qu'il aime Annie, et elle lui dit qu'il doit faire un choix. En regardant ses dessins des deux filles, il se rend compte que le visage souriant a toujours représenté Annie, son seul véritable amour. Elle refuse toujours de lui parler. Sam prend ses dessins pour faire une bande dessinée d'elle. Willens, qui avait été accusé de voyeurisme par Sam a, les disperse. Toutes les résidentes l'aident à les ramasser.
Sam affiche ensuite la bande dessinée de leur relation sur la fenêtre de Annie. Hope dit à Annie de réaliser le fait que Sam l'aime et qu'elle l'aime. Elle prend un certain temps, mais y arrive et rit bruyamment devant les pitreries de leurs personnages. Sam va à son appartement et elle saute dans ses bras.

## Distribution
- Chad Donella : Sam
- Jennifer Morrison : Annie
- Erinn Bartlett : Hope
- Steve Monroe : Holden
- Chene Lawson (en) : Tanya
- Juleah Weikel : Gretchen
- A.J. Buckley : Jesse
- Clint Howard : Mr. Willems
- Dublin James : Jason
- Crystal Kwon : Prankster